# 瓦尔特·施泰因鲍尔
瓦尔特·施泰因鲍尔（德語：Walter Steinbauer，1945年1月20日—1991年5月28日），德国男子雪车运动员。他曾代表西德参加1972年冬季奥林匹克运动会雪车比赛，联同沃尔夫冈·齐默勒、斯特凡·盖斯赖特和彼得·乌茨施奈德获得男子四人铜牌。